# Arachnoobius austini
Arachnoobius austini är en stekelart som beskrevs av Boucek 1988. Arachnoobius austini ingår i släktet Arachnoobius och familjen finglanssteklar. Inga underarter finns listade.